# Hydrolithon murakoshii
Hydrolithon murakoshii Iryu & Matsuda, 1996  é o nome botânico  de uma espécie de algas vermelhas pluricelulares do gênero Hydrolithon, família Corallinaceae, subfamília Mastophoroideae.
- São algas marinhas encontradas no Japão, Ilhas Fiji e Polinésia Francesa.

## Sinonímia
- Não apresenta sinônimos.